# Comuna Nova Sloboda, Putîvl
Nova Sloboda (în ucraineană Нова Слобода) este o comună în raionul Putîvl, regiunea Sumî, Ucraina, formată din satele Nova Sloboda (reședința) și Svoboda.

## Demografie
Componența lingvistică a comunei Nova Sloboda
     Rusă (93,5%)
     Ucraineană (6,37%)
     Alte limbi (0,12%)
Conform recensământului din 2001, majoritatea populației comunei Nova Sloboda era vorbitoare de rusă (93,5%), existând în minoritate și vorbitori de ucraineană (6,37%).